# Kirchschlag
Kirchschlag è un comune austriaco di 628 abitanti nel distretto di Zwettl, in Bassa Austria; ha lo status di comune mercato (Marktgemeinde).